# Eugeniusz Szydłowski
Eugeniusz Szydłowski – polski lekarz i działacz społeczności żydowskiej, od 2000 przewodniczący poznańskiego oddziału Towarzystwa Społeczno-Kulturalnego Żydów w Polsce.
Jako lekarz specjalizuje się w fizjologii wysiłku fizycznego. Jest członkiem filii ZGWŻ w Poznaniu oraz Stowarzyszenia Dzieci Holocaustu.

## Publikacje
Z zakresu medycyny opublikował m.in.:
- 1994: Wpływ wysiłku fizycznego na proces peroksydacji lipidów i aktywność enzymów antyoksydacyjnych u osób zdrowych
- 1990: Wpływ wysiłku fizycznego na lipidy krwi i ich nadtlenki u osób zdrowych w zależności od obciążenia i wydolności fizycznej

Jest także autorem licznych artykułów historycznych opublikowanych w Słowie Żydowskim i innych czasopismach, m.in.
- Żydowscy lekarze w kaliskim getcie, Słowo Żydowskie, 2004
- Za poległych męczenników Polaków i Żydów, Słowo Żydowskie, 2002
- W Wielkopolsce pamiętają o dawnych mieszkańcach, Słowo Żydowskie, 2002

W 2005 opublikował artykuły na temat Nowej Synagogi w Poznaniu: Synagoga przy ulicy Wronieckiej w Poznaniu i Zapomniana synagoga w Poznaniu.